# آرجون بیجلانی
آرجون بیجلانی (به انگلیسی: Arjun Bijlani)(زاده ۳۱ اکتبر ۱۹۸۲) بازیگر هندی است.
از فیلم‌هایی که وی در آن نقش داشته‌است می‌توان به داستان نفرت ۴ اشاره کرد.
سریال‌هایی که وی در آن نقشی ایفا کرده‌است می‌توان به سریال برای عشقم جان می‌دهم در نقش دیپ راج سینگ و برادرش راج، سریال قلبم تو دیار غربت گیر کرده در نقش راگاو مهرا، سریال من عاشق تو هستم در نقش شکر مهرا، فیلم سینمایی ملکه مارها در نقش ریتیک و … اشاره کرده.
آرجون بیجلانی در دنس دیوانه که مسابقه ای جالب است نقش مجری را داشته‌است.
آرجون در سال ۲۰۱۳ با نیها سوامی ازدواج کرد که حاصل این ازدواج پسری به نام آیان است.
ارجون بيجلاني خيلي طرفدارن خودشو اهميت ميده